# Athlītikos Podosfairikos Syllogos Panthrakikos
L'Athlītikos Podosfairikos Syllogos Panthrakikos (in greco Αθλητικός Ποδοσφαιρικός Σύλλογος Πανθρακικός),nota anche semplicemente come 'Panthrakikos',è una società calcistica greca con sede nella città di Komotini, capoluogo della periferia della Macedonia Orientale e Tracia. Attualmente milita in Gamma Ethniki, la terza divisione del campionato greco di calcio.

## Storia
Il Panthrakikos è stato fondato nel 1963. Ha partecipato per 6 volte alla massima competizione calcistica di Grecia,la Souper Ligka Ellada,l'ultima stagione in cui la squadra ha preso parte alla competizione è stata la Souper Ligka Ellada 2015-2016,classificandosi penultima e retrocedendo in seconda divisione. Ad oggi il Panthrakikos è la principale realtà calcistica di Komotini.

## Palmarès

### Competizioni nazionali
- Football League (Grecia): 1

2011-2012
- Gamma Ethniki: 1

1978-1979 (gruppo 4)
- Delta Ethniki: 2

1984-1985 (gruppo 7), 2004-2005 (gruppo 1)

### Altri piazzamenti
- Coppa di Grecia:

Semifinalista: 2012-2013
- Beta Ethniki:

Terzo posto: 2007-2008
- Gamma Ethniki:

Secondo posto: 2024-2025 (gruppo 1)
- Delta Ethniki:

Terzo posto: 1990-1991 (gruppo 6), 1992-1993 (gruppo 2), 2005-2006 (girone 2)

## Organico

### Rose delle stagioni passate
- stagione 2010-2011
- stagione 2014-2015